# Gnathoncus pygmaeus
Gnathoncus pygmaeus är en skalbaggsart som beskrevs av Kryzhanovskij in Kryzhanovskij och Reichardt 1976. Gnathoncus pygmaeus ingår i släktet Gnathoncus och familjen stumpbaggar. Inga underarter finns listade i Catalogue of Life.